# Politesse dans la culture chinoise
La culture chinoise possède des règles de politesse qui lui sont propres.
Ainsi, comme au Japon, planter ses baguettes dans un plat est très mal perçu car cela rappelle l'encens d'un autel : celles-ci doivent toujours être posées couchées.
Une manière courante de remercier quelqu'un est de l'inviter à boire le thé ou à grignoter dans un restaurant.